# Vincent (Film)
Vincent ist ein ungefähr sechsminütiger Kurzfilm des amerikanischen Regisseurs Tim Burton. Der Film ist im Jahre 1982 entstanden und ist mit der Stop-Motion-Technik gedreht worden. Im englischen Original wird der Text des Filmes, der nur aus Versen besteht, von Vincent Price gesprochen.

## Handlung
Der siebenjährige Vincent Malloy vertreibt seine Zeit nicht wie die anderen Kinder mit spielen im Freien. Er isoliert sich zu Hause, wo er malt und Bücher wie die von Edgar Allan Poe liest. Vincent gibt sich makaberen Tagträumen hin, zum Beispiel der Illusion, der durch Rollen in Horrorfilmen berühmt gewordene Schauspieler Vincent Price (bzw. eine der von ihm gespielten Figuren) zu sein. Schließlich glaubt er, ein depressiver Künstler zu sein, der seine Geliebte verloren hat. Am Ende liegt Vincent gequält in der Dunkelheit und glaubt sich selbst tot, eine Hommage an Poes Gedicht Der Rabe.

## Entstehung
Nach Beendigung seines Studiums im Jahr 1979 begann Tim Burton, bei Walt Disney Productions zu arbeiten. Dort fühlte er sich allerdings nicht wohl, weil sich sein Stil stark von dem der anderen dort angestellten Animationskünstler unterschied und seine Arbeiten nicht benutzt wurden. Als er schließlich die Idee zu Vincent vorbrachte, eine Geschichte nach einem selbstverfassten Gedicht, fragte Walt Disney Productions bei Vincent Price an, ob dieser die Erzählerstimme übernehmen würde. Als Price zustimmte, ermöglichte Walt Disney Productions die Produktion des Filmes.
Der Film wurde mit 2D- und Puppentrick-Animationstechniken realisiert. Als führender Animator agierte Stephen Chiodo.

## Auszeichnungen
Auf dem Ottawa International Animation Festival 1984 gewann der Film den Publikumspreis.